# نيك نيكلسون (ممثل)
نيك نيكلسون (بالإنجليزية: Nick Nicholson)‏ هو ممثل أمريكي، ولد في 19 أبريل 1947 في بلدة ريدفورد في الولايات المتحدة، وتوفي في 11 أغسطس 2010 في كيزون في الفلبين بسبب نوبة قلبية.

## أعمال

### أفلام
- (1979) القيامة الآن[2]
- (1986) فصيلة

## وصلات خارجية
- نيك نيكلسون على موقع IMDb (الإنجليزية)
- نيك نيكلسون على موقع ألو سيني (الفرنسية)
- نيك نيكلسون على موقع أول موفي (الإنجليزية)
- نيك نيكلسون على موقع قاعدة بيانات الفيلم (الإنجليزية)
- نيك نيكلسون على موقع كينوبويسك (الروسية)